# Tohuaco II
Tohuaco II är en ort i Mexiko.   Den ligger i kommunen Huautla och delstaten Hidalgo, i den sydöstra delen av landet, 210 km norr om huvudstaden Mexico City. Tohuaco II ligger 159 meter över havet och antalet invånare är 196.
Terrängen runt Tohuaco II är huvudsakligen kuperad, men åt nordväst är den platt. Terrängen runt Tohuaco II sluttar norrut. Runt Tohuaco II är det ganska tätbefolkat, med 65 invånare per kvadratkilometer. Närmaste större samhälle är Huejutla de Reyes, 16,7 km väster om Tohuaco II. Omgivningarna runt Tohuaco II är en mosaik av jordbruksmark och naturlig växtlighet.